# Anadara kagoshimensis
Anadara kagoshimensis (лат.) — вид двустворчатых моллюсков из семейства арок. Распространён в морях Дальнего Востока (Корея, Япония, Китай). В середине XX века вселился в черноморский регион (первое обнаружение в районе Туапсе в 1968 году), по всей видимости, из прибрежных районов Кореи, Китая или Японии. Естественный ареал этого вида охватывает умеренную зону Тихого океана.
Это крупноразмерный моллюск, отличающийся высокой продолжительностью жизни (до 9 лет). Анадара в нативном регионе широко используется в марикультуре, а в Чёрном море является потенциально промысловым видом, поэтому особенности её биологии сравнительно хорошо изучены. В частности, этот вид отличается высокой толерантностью к содержанию кислорода, что определило его успешность в замещении более чувствительных аборигенных видов в гипоксических областях Чёрного моря.

## Внешний вид
Слегка неровный, сильно выпуклый корпус моллюска может достигать в длину до 95 мм. При этом экземпляры в приливном диапазоне остаются немного меньше, чем экземпляры из сублиторали. Соотношение высоты к ширине раковины от 0,69 до 0,88, соотношение толщины к длине от 0,53 до 0,84. Лишке указывает соотношение длины к высоте с толщиной 65:52:45 мм. Половозрелой же Anadara kagoshimensis становится при длине около 15 мм (0,6 дюйма).

## Биология
Отдельные моллюски являются либо самцами, либо самками, и нерест происходит между июнем и сентябрем. Оплодотворение внешнее, личинки в составе зоопланктона разносятся течениями. Анадары не имеют длинных сифонов, они обычно погружены в донные осадки, располагая задний конец раковины на уровне поверхности или в небольшом углублении. Известно, что этот моллюск фильтрует частицы из воды своими жабрами, но также питается детритом и микроорганизмами, обитающими в осадке. Эта способность жить и питаться в мутных субстратах позволяет членам рода Anadara использовать нишу обитания, которую другие двустворчатые моллюски склонны избегать.
Личиночная стадия развития и первые два года жизни являются наиболее уязвимыми в жизненном цикле моллюска из-за малой прочности створок раковины. В нативном регионе недавно осевшие личинки составляют пищевую базу для японского морского окуня (Lateolabrax japonicus), угрей и других рыб, а также морских звезд, сверл и синих крабов . Крупные же особи ввиду массивности створок получают конкурентные преимущества перед другими моллюсками, но всё ещё продолжают служить пищей для кряквы (Anas platyrhynchos), хохлатой утки (Aythya fuligula), голубых крабов (Portunus pelagicus), хищных гастропод и обыкновенного осьминога.

## Использование в марикультуре
Ввиду того что Anadara kagoshimensis — быстрорастущий вид, достигающий длины около 32 миллиметров (1,3 дюйма) в один год, его выращивают в мелководных районах Южной Кореи и Японии. В Китае моллюск считается деликатесом. Anadara kagoshimensis в Чёрном море имеют более высокий темп роста по сравнению с другими акваториями Мирового океана. В толще воды (в подвесных сетях) они растут лучше, чем в донных поселениях, а при совместном выращивании с тихоокеанскими устрицами Crassostrea gigas не испытывают угнетения роста.